# Interlands Zwitsers voetbalelftal 2020-2029
Deze pagina toont een chronologisch en gedetailleerd overzicht van de interlands die het Zwitsers voetbalelftal speelt en heeft gespeeld in de periode 2020 – 2029.

## Interlands

### 2020
|                                                                                     |                                                |       |                     |                                                                       |
| 3 september UEFA Nations League Groep A4 № 806 «onderlinge duels» 21:45 uur (UTC+3) | Oekraïne                                       | 2 – 1 | Zwitserland         | Arena Lviv, Lviv Toeschouwers: 0 Scheidsrechter: Andreas Ekberg (SWE) |
| 3 september UEFA Nations League Groep A4 № 806 «onderlinge duels» 21:45 uur (UTC+3) | Andrij Jarmolenko 15' Oleksandr Zintsjenko 69' |       | 42' Haris Seferović | Arena Lviv, Lviv Toeschouwers: 0 Scheidsrechter: Andreas Ekberg (SWE) |

|                                                                                     |                   |       |                    |                                                                            |
| 6 september UEFA Nations League Groep A4 № 807 «onderlinge duels» 20:45 uur (UTC+2) | Zwitserland       | 1 – 1 | Duitsland          | St. Jakob-Park, Bazel Toeschouwers: 0 Scheidsrechter: Michael Oliver (ENG) |
| 6 september UEFA Nations League Groep A4 № 807 «onderlinge duels» 20:45 uur (UTC+2) | Silvan Widmer 58' |       | 14' İlkay Gündoğan | St. Jakob-Park, Bazel Toeschouwers: 0 Scheidsrechter: Michael Oliver (ENG) |

|                                                                        |                      |       |                                     |                                                                                 |
| 7 oktober Vriendschappelijk № 808 «onderlinge duels» 20:45 uur (UTC+2) | Zwitserland          | 1 – 2 | Kroatië                             | Kybunpark, Sankt Gallen Toeschouwers: 4.500 Scheidsrechter: Tiago Martins (POR) |
| 7 oktober Vriendschappelijk № 808 «onderlinge duels» 20:45 uur (UTC+2) | Mario Gavranović 31' |       | 42' Josip Brekalo 67' Mario Pašalić | Kybunpark, Sankt Gallen Toeschouwers: 4.500 Scheidsrechter: Tiago Martins (POR) |

|                                                                                    |                     |       |             |                                                                                        |
| 10 oktober UEFA Nations League Groep A4 № 809 «onderlinge duels» 20:45 uur (UTC+2) | Spanje              | 1 – 0 | Zwitserland | Estadio Alfredo Di Stéfano, Madrid Toeschouwers: 0 Scheidsrechter: Ali Palabıyık (TUR) |
| 10 oktober UEFA Nations League Groep A4 № 809 «onderlinge duels» 20:45 uur (UTC+2) | Mikel Oyarzabal 14' |       |             | Estadio Alfredo Di Stéfano, Madrid Toeschouwers: 0 Scheidsrechter: Ali Palabıyık (TUR) |

|                                                                                    |                                                  |       |                                                           |                                                                                |
| 13 oktober UEFA Nations League Groep A4 № 810 «onderlinge duels» 20:45 uur (UTC+2) | Duitsland                                        | 3 – 3 | Zwitserland                                               | RheinEnergieStadion, Keulen Toeschouwers: 0 Scheidsrechter: Ruddy Buquet (FRA) |
| 13 oktober UEFA Nations League Groep A4 № 810 «onderlinge duels» 20:45 uur (UTC+2) | Timo Werner 28' Kai Havertz 55' Serge Gnabry 60' |       | 5' Mario Gavranović 25' Remo Freuler 57' Mario Gavranović | RheinEnergieStadion, Keulen Toeschouwers: 0 Scheidsrechter: Ruddy Buquet (FRA) |

|                                                                          |                                         |       |                   |                                                                                              |
| 11 november Vriendschappelijk № 811 «onderlinge duels» 20:45 uur (UTC+1) | België                                  | 2 – 1 | Zwitserland       | King Power at Den Dreef Stadion, Leuven Toeschouwers: 0 Scheidsrechter: Jérôme Brisard (FRA) |
| 11 november Vriendschappelijk № 811 «onderlinge duels» 20:45 uur (UTC+1) | Michy Batshuayi 49' Michy Batshuayi 70' |       | 12' Admir Mehmedi | King Power at Den Dreef Stadion, Leuven Toeschouwers: 0 Scheidsrechter: Jérôme Brisard (FRA) |

|                                                                                     |                  |       |                   |                                                                            |
| 14 november UEFA Nations League Groep A4 № 812 «onderlinge duels» 20:45 uur (UTC+1) | Zwitserland      | 1 – 1 | Spanje            | St. Jakob-Park, Bazel Toeschouwers: 0 Scheidsrechter: William Collum (SCO) |
| 14 november UEFA Nations League Groep A4 № 812 «onderlinge duels» 20:45 uur (UTC+1) | Remo Freuler 26' |       | 89' Gerard Moreno | St. Jakob-Park, Bazel Toeschouwers: 0 Scheidsrechter: William Collum (SCO) |

|                                                                                   |             |                  |          |                                                                     |
| 17 november UEFA Nations League Groep A4 № - «onderlinge duels» 20:45 uur (UTC+1) | Zwitserland | 3 – 0 r Afgelast | Oekraïne | Swissporarena, Luzern Scheidsrechter: Anastasios Sidiropoulos (GRE) |
| 17 november UEFA Nations League Groep A4 № - «onderlinge duels» 20:45 uur (UTC+1) |             |                  |          | Swissporarena, Luzern Scheidsrechter: Anastasios Sidiropoulos (GRE) |

### 2021
|                                                                             |                    |       |                                                      |                                                                                              |
| 25 maart WK-kwalificatie Groep C № 813 «onderlinge duels» 19:00 uur (UTC+2) | Bulgarije          | 1 – 3 | Zwitserland                                          | Vasil Levski Nationaal Stadion, Sofia Toeschouwers: 0 Scheidsrechter: Nikola Dabanović (MNE) |
| 25 maart WK-kwalificatie Groep C № 813 «onderlinge duels» 19:00 uur (UTC+2) | Kiril Despodov 46' |       | 7' Breel Embolo 10' Haris Seferović 13' Steven Zuber | Vasil Levski Nationaal Stadion, Sofia Toeschouwers: 0 Scheidsrechter: Nikola Dabanović (MNE) |

|                                                                             |                    |       |          |                                                                                  |
| 28 maart WK-kwalificatie Groep C № 814 «onderlinge duels» 20:45 uur (UTC+2) | Zwitserland        | 1 – 0 | Litouwen | Kybunpark, Sankt Gallen Toeschouwers: 0 Scheidsrechter: Mattias Gestranius (FIN) |
| 28 maart WK-kwalificatie Groep C № 814 «onderlinge duels» 20:45 uur (UTC+2) | Xherdan Shaqiri 2' |       |          | Kybunpark, Sankt Gallen Toeschouwers: 0 Scheidsrechter: Mattias Gestranius (FIN) |

|                                                                       |                                                           |       |                                                |                                                                                     |
| 31 maart Vriendschappelijk № 815 «onderlinge duels» 20:45 uur (UTC+2) | Zwitserland                                               | 3 – 2 | Finland                                        | Kybunpark, Sankt Gallen Toeschouwers: 0 Scheidsrechter: Manuel Schüttengruber (AUT) |
| 31 maart Vriendschappelijk № 815 «onderlinge duels» 20:45 uur (UTC+2) | Mario Gavranović 21' Ruben Vargas 57' Haris Seferović 86' |       | 30' Joel Pohjanpalo 40' (pen.) Joel Pohjanpalo | Kybunpark, Sankt Gallen Toeschouwers: 0 Scheidsrechter: Manuel Schüttengruber (AUT) |

|                                                                     |                                        |       |                      |                                                                             |
| 30 mei Vriendschappelijk № 816 «onderlinge duels» 20:15 uur (UTC+2) | Zwitserland                            | 2 – 1 | Verenigde Staten     | Kybunpark, Sankt Gallen Toeschouwers: 100 Scheidsrechter: Harm Osmers (GER) |
| 30 mei Vriendschappelijk № 816 «onderlinge duels» 20:15 uur (UTC+2) | Ricardo Rodríguez 10' Steven Zuber 63' |       | 5' Sebastian Lletget | Kybunpark, Sankt Gallen Toeschouwers: 100 Scheidsrechter: Harm Osmers (GER) |

|                                                                     | |       |               |                                                                                 |
| 3 juni Vriendschappelijk № 817 «onderlinge duels» 18:00 uur (UTC+2) | Zwitserland | 7 – 0 | Liechtenstein | Kybunpark, Sankt Gallen Toeschouwers: 300 Scheidsrechter: Nejc Kajtazović (SVN) |
| 3 juni Vriendschappelijk № 817 «onderlinge duels» 18:00 uur (UTC+2) | Mario Gavranović 19' Christian Fassnacht 46' Noah Frick 57' (e.d.) Christian Fassnacht 70' Mario Gavranović 75' Mario Gavranović 79' Edimilson Fernandes 85' |       |               | Kybunpark, Sankt Gallen Toeschouwers: 300 Scheidsrechter: Nejc Kajtazović (SVN) |

| EK 2020 |
| ------- |

|                                                                         |                   |         |                  | |
| 12 juni EK-eindronde Groep A № 818 «onderlinge duels» 17:00 uur (UTC+4) | Wales             | 1 – 1   | Zwitserland      | Olympisch Stadion, Bakoe Toeschouwers: 8.782 Scheidsrechter: Clément Turpin (FRA) Video-assistent: François Letexier (FRA) |
| 12 juni EK-eindronde Groep A № 818 «onderlinge duels» 17:00 uur (UTC+4) | Kieffer Moore 74' | Verslag | 49' Breel Embolo | Olympisch Stadion, Bakoe Toeschouwers: 8.782 Scheidsrechter: Clément Turpin (FRA) Video-assistent: François Letexier (FRA) |

|                                                                         |                                                             |         |             | |
| 16 juni EK-eindronde Groep A № 819 «onderlinge duels» 21:00 uur (UTC+2) | Italië                                                      | 3 – 0   | Zwitserland | Stadio Olimpico, Rome Toeschouwers: 12.445 Scheidsrechter: Sergej Karasjov (RUS) Video-assistent: Bastian Dankert (GER) |
| 16 juni EK-eindronde Groep A № 819 «onderlinge duels» 21:00 uur (UTC+2) | Manuel Locatelli 26' Manuel Locatelli 52' Ciro Immobile 89' | Verslag |             | Stadio Olimpico, Rome Toeschouwers: 12.445 Scheidsrechter: Sergej Karasjov (RUS) Video-assistent: Bastian Dankert (GER) |

|                                                                         |                                                            |         |                       | |
| 20 juni EK-eindronde Groep A № 820 «onderlinge duels» 20:00 uur (UTC+4) | Zwitserland                                                | 3 – 1   | Turkije               | Olympisch Stadion, Bakoe Toeschouwers: 17.138 Scheidsrechter: Slavko Vinčić (SVN) Video-assistent: Bastian Dankert (GER) |
| 20 juni EK-eindronde Groep A № 820 «onderlinge duels» 20:00 uur (UTC+4) | Haris Seferović 6' Xherdan Shaqiri 26' Xherdan Shaqiri 68' | Verslag | 62' İrfan Can Kahveci | Olympisch Stadion, Bakoe Toeschouwers: 17.138 Scheidsrechter: Slavko Vinčić (SVN) Video-assistent: Bastian Dankert (GER) |

|                                                                                |                                                                        |              |                                                                        | |
| 28 juni EK-eindronde Achtste finale № 821 «onderlinge duels» 22:00 uur (UTC+3) | Frankrijk                                                              | 3 – 3 (n.v.) | Zwitserland                                                            | Arena Națională, Boekarest Toeschouwers: 22.642 Scheidsrechter: Fernando Rapallini (ARG) Video-assistent: Juan Martínez Munuera (ESP) |
| 28 juni EK-eindronde Achtste finale № 821 «onderlinge duels» 22:00 uur (UTC+3) | Karim Benzema 57' Karim Benzema 59' Paul Pogba 75'                     | Verslag      | 15' Haris Seferović 81' Haris Seferović 90' Mario Gavranović           | Arena Națională, Boekarest Toeschouwers: 22.642 Scheidsrechter: Fernando Rapallini (ARG) Video-assistent: Juan Martínez Munuera (ESP) |
| 28 juni EK-eindronde Achtste finale № 821 «onderlinge duels» 22:00 uur (UTC+3) | Strafschoppen                                                          |              |                                                                        | Arena Națională, Boekarest Toeschouwers: 22.642 Scheidsrechter: Fernando Rapallini (ARG) Video-assistent: Juan Martínez Munuera (ESP) |
| 28 juni EK-eindronde Achtste finale № 821 «onderlinge duels» 22:00 uur (UTC+3) | Paul Pogba Olivier Giroud Marcus Thuram Presnel Kimpembe Kylian Mbappé | 4 – 5        | Mario Gavranović Fabian Schär Manuel Akanji Ruben Vargas Admir Mehmedi | Arena Națională, Boekarest Toeschouwers: 22.642 Scheidsrechter: Fernando Rapallini (ARG) Video-assistent: Juan Martínez Munuera (ESP) |

|                                                                            |                                                          |              |                                                               | |
| 2 juli EK-eindronde Kwartfinale № 822 «onderlinge duels» 19:00 uur (UTC+3) | Zwitserland                                              | 1 – 1 (n.v.) | Spanje                                                        | Krestovskistadion, Sint-Petersburg Toeschouwers: 24.746 Scheidsrechter: Michael Oliver (ENG) Video-assistent: Chris Kavanagh (ENG) |
| 2 juli EK-eindronde Kwartfinale № 822 «onderlinge duels» 19:00 uur (UTC+3) | Xherdan Shaqiri 68'                                      | Verslag      | 8' (e.d.) Denis Zakaria                                       | Krestovskistadion, Sint-Petersburg Toeschouwers: 24.746 Scheidsrechter: Michael Oliver (ENG) Video-assistent: Chris Kavanagh (ENG) |
| 2 juli EK-eindronde Kwartfinale № 822 «onderlinge duels» 19:00 uur (UTC+3) | Strafschoppen                                            |              |                                                               | Krestovskistadion, Sint-Petersburg Toeschouwers: 24.746 Scheidsrechter: Michael Oliver (ENG) Video-assistent: Chris Kavanagh (ENG) |
| 2 juli EK-eindronde Kwartfinale № 822 «onderlinge duels» 19:00 uur (UTC+3) | Mario Gavranović Fabian Schär Manuel Akanji Ruben Vargas | 1 – 3        | Sergio Busquets Dani Olmo Rodri Gerard Moreno Mikel Oyarzabal | Krestovskistadion, Sint-Petersburg Toeschouwers: 24.746 Scheidsrechter: Michael Oliver (ENG) Video-assistent: Chris Kavanagh (ENG) |

|  |  |  |  |  |  |  |  |  |

|                                                                          |                                  |       |                       |                                                                               |
| 1 september Vriendschappelijk № 823 «onderlinge duels» 20:45 uur (UTC+2) | Zwitserland                      | 2 – 1 | Griekenland           | St. Jakob-Park, Bazel Toeschouwers: 3.500 Scheidsrechter: Antti Munukka (FIN) |
| 1 september Vriendschappelijk № 823 «onderlinge duels» 20:45 uur (UTC+2) | Steven Zuber 7' Ruben Vargas 51' |       | 34' Vangelis Pavlidis | St. Jakob-Park, Bazel Toeschouwers: 3.500 Scheidsrechter: Antti Munukka (FIN) |

|                                                                                |             |       |        | |
| 5 september WK-kwalificatie Groep C № 824 «onderlinge duels» 20:45 uur (UTC+2) | Zwitserland | 0 – 0 | Italië | St. Jakob-Park, Bazel Toeschouwers: 31.500 Scheidsrechter: Carlos del Cerro Grande (ESP) Video-assistent: Juan Martínez Munuera (ESP) |
| 5 september WK-kwalificatie Groep C № 824 «onderlinge duels» 20:45 uur (UTC+2) |             |       |        | St. Jakob-Park, Bazel Toeschouwers: 31.500 Scheidsrechter: Carlos del Cerro Grande (ESP) Video-assistent: Juan Martínez Munuera (ESP) |

|                                                                                |               |       |             | |
| 8 september WK-kwalificatie Groep C № 825 «onderlinge duels» 19:45 uur (UTC+1) | Noord-Ierland | 0 – 0 | Zwitserland | Windsor Park, Belfast Toeschouwers: 15.660 Scheidsrechter: Harald Lechner (AUT) Video-assistent: Szymon Marciniak (POL) |
| 8 september WK-kwalificatie Groep C № 825 «onderlinge duels» 19:45 uur (UTC+1) |               |       |             | Windsor Park, Belfast Toeschouwers: 15.660 Scheidsrechter: Harald Lechner (AUT) Video-assistent: Szymon Marciniak (POL) |

|                                                                              |                                              |       |               | |
| 9 oktober WK-kwalificatie Groep C № 826 «onderlinge duels» 20:45 uur (UTC+2) | Zwitserland                                  | 2 – 0 | Noord-Ierland | Stade de Genève, Lancy Toeschouwers: 19.129 Scheidsrechter: Slavko Vinčić (SVN) Video-assistent: Matej Jug (SVN) |
| 9 oktober WK-kwalificatie Groep C № 826 «onderlinge duels» 20:45 uur (UTC+2) | Steven Zuber 45+3' Christian Fassnacht 90+1' |       |               | Stade de Genève, Lancy Toeschouwers: 19.129 Scheidsrechter: Slavko Vinčić (SVN) Video-assistent: Matej Jug (SVN) |

|                                                                               |          |                                                                             |             | |
| 12 oktober WK-kwalificatie Groep C № 827 «onderlinge duels» 21:45 uur (UTC+3) | Litouwen | 0 – 4                                                                       | Zwitserland | LFF-stadion, Vilnius Toeschouwers: 1.806 Scheidsrechter: Tiago Martins (POR) Video-assistent: Luís Godinho (POR) |
| 12 oktober WK-kwalificatie Groep C № 827 «onderlinge duels» 21:45 uur (UTC+3) |          | 31' Breel Embolo 42' Renato Steffen 45' Breel Embolo 90+4' Mario Gavranović |             | LFF-stadion, Vilnius Toeschouwers: 1.806 Scheidsrechter: Tiago Martins (POR) Video-assistent: Luís Godinho (POR) |

|                                                                                |                         |       |                   | |
| 12 november WK-kwalificatie Groep C № 828 «onderlinge duels» 20:45 uur (UTC+1) | Italië                  | 1 – 1 | Zwitserland       | Stadio Olimpico, Rome Toeschouwers: 45.699 Scheidsrechter: Anthony Taylor (ENG) Video-assistent: Stuart Attwell (ENG) |
| 12 november WK-kwalificatie Groep C № 828 «onderlinge duels» 20:45 uur (UTC+1) | Giovanni Di Lorenzo 36' |       | 11' Silvan Widmer | Stadio Olimpico, Rome Toeschouwers: 45.699 Scheidsrechter: Anthony Taylor (ENG) Video-assistent: Stuart Attwell (ENG) |

|                                                                                |                                                                      |       |           | |
| 15 november WK-kwalificatie Groep C № 829 «onderlinge duels» 20:45 uur (UTC+1) | Zwitserland                                                          | 4 – 0 | Bulgarije | Swissporarena, Luzern Toeschouwers: 14.300 Scheidsrechter: Benoît Bastien (FRA) Video-assistent: Benoît Millot (FRA) |
| 15 november WK-kwalificatie Groep C № 829 «onderlinge duels» 20:45 uur (UTC+1) | Noah Okafor 48' Ruben Vargas 57' Cedric Itten 72' Remo Freuler 90+1' |       |           | Swissporarena, Luzern Toeschouwers: 14.300 Scheidsrechter: Benoît Bastien (FRA) Video-assistent: Benoît Millot (FRA) |

### 2022
|                                                                     |                                       |       |                  | |
| 26 maart Vriendschappelijk № 830 «onderlinge duels» 17:30 uur (UTC) | Engeland                              | 2 – 1 | Zwitserland      | Wembley Stadium, Londen Toeschouwers: 78.881 Scheidsrechter: Andreas Ekberg (SWE) Video-assistent: Alexandre Boucaut (BEL) |
| 26 maart Vriendschappelijk № 830 «onderlinge duels» 17:30 uur (UTC) | Luke Shaw 45+1' Harry Kane 78' (pen.) |       | 22' Breel Embolo | Wembley Stadium, Londen Toeschouwers: 78.881 Scheidsrechter: Andreas Ekberg (SWE) Video-assistent: Alexandre Boucaut (BEL) |

|                                                                       |                    |       |                   |                                                                            |
| 29 maart Vriendschappelijk № 831 «onderlinge duels» 18:00 uur (UTC+2) | Zwitserland        | 1 – 1 | Kosovo            | Letzigrund, Zürich Toeschouwers: 20.800 Scheidsrechter: Ruddy Buquet (FRA) |
| 29 maart Vriendschappelijk № 831 «onderlinge duels» 18:00 uur (UTC+2) | Jordan Lotomba 61' |       | 52' Milot Rashica | Letzigrund, Zürich Toeschouwers: 20.800 Scheidsrechter: Ruddy Buquet (FRA) |

|                                                                                |                                       |       |                 | |
| 2 juni UEFA Nations League Groep A2 № 832 «onderlinge duels» 20:45 uur (UTC+2) | Tsjechië                              | 2 – 1 | Zwitserland     | Sinobo Stadium, Praag Toeschouwers: 12.236 Scheidsrechter: Daniel Siebert (GER) Video-assistent: Marco Fritz (GER) |
| 2 juni UEFA Nations League Groep A2 № 832 «onderlinge duels» 20:45 uur (UTC+2) | Jan Kuchta 11' Djibril Sow 58' (e.d.) |       | 44' Noah Okafor | Sinobo Stadium, Praag Toeschouwers: 12.236 Scheidsrechter: Daniel Siebert (GER) Video-assistent: Marco Fritz (GER) |

|                                                                                |                                                                                   |       |             | |
| 5 juni UEFA Nations League Groep A2 № 833 «onderlinge duels» 19:45 uur (UTC+1) | Portugal                                                                          | 4 – 0 | Zwitserland | Estádio José Alvalade, Lissabon Toeschouwers: 42.325 Scheidsrechter: Orel Grinfeeld (ISR) Video-assistent: Bastian Dankert (GER) |
| 5 juni UEFA Nations League Groep A2 № 833 «onderlinge duels» 19:45 uur (UTC+1) | William Carvalho 15' Cristiano Ronaldo 35' Cristiano Ronaldo 39' João Cancelo 68' |       |             | Estádio José Alvalade, Lissabon Toeschouwers: 42.325 Scheidsrechter: Orel Grinfeeld (ISR) Video-assistent: Bastian Dankert (GER) |

|                                                                                |             |                   |        | |
| 9 juni UEFA Nations League Groep A2 № 834 «onderlinge duels» 20:45 uur (UTC+2) | Zwitserland | 0 – 1             | Spanje | Stade de Genève, Lancy Toeschouwers: 25.875 Scheidsrechter: Serdar Gözübüyük (NED) Video-assistent: Danny Makkelie (NED) |
| 9 juni UEFA Nations League Groep A2 № 834 «onderlinge duels» 20:45 uur (UTC+2) |             | 13' Pablo Sarabia |        | Stade de Genève, Lancy Toeschouwers: 25.875 Scheidsrechter: Serdar Gözübüyük (NED) Video-assistent: Danny Makkelie (NED) |

|                                                                                 |                    |       |          | |
| 12 juni UEFA Nations League Groep A2 № 835 «onderlinge duels» 20:45 uur (UTC+2) | Zwitserland        | 1 – 0 | Portugal | Stade de Genève, Lancy Toeschouwers: 26.300 Scheidsrechter: Fran Jović (CRO) Video-assistent: Paolo Valeri (ITA) |
| 12 juni UEFA Nations League Groep A2 № 835 «onderlinge duels» 20:45 uur (UTC+2) | Haris Seferović 1' |       |          | Stade de Genève, Lancy Toeschouwers: 26.300 Scheidsrechter: Fran Jović (CRO) Video-assistent: Paolo Valeri (ITA) |

|                                                                                      |                |       |                                    | |
| 24 september UEFA Nations League Groep A2 № 836 «onderlinge duels» 20:45 uur (UTC+2) | Spanje         | 1 – 2 | Zwitserland                        | La Romareda, Zaragoza Toeschouwers: 31.809 Scheidsrechter: Clément Turpin (FRA) Video-assistent: Jérôme Brisard (FRA) |
| 24 september UEFA Nations League Groep A2 № 836 «onderlinge duels» 20:45 uur (UTC+2) | Jordi Alba 55' |       | 21' Manuel Akanji 59' Breel Embolo | La Romareda, Zaragoza Toeschouwers: 31.809 Scheidsrechter: Clément Turpin (FRA) Video-assistent: Jérôme Brisard (FRA) |

|                                                                                      |                                   |       |                   | |
| 27 september UEFA Nations League Groep A2 № 837 «onderlinge duels» 20:45 uur (UTC+2) | Zwitserland                       | 2 – 1 | Tsjechië          | Kybunpark, Sankt Gallen Toeschouwers: 13.353 Scheidsrechter: Irfan Peljto (BIH) Video-assistent: Marco Guida (ITA) |
| 27 september UEFA Nations League Groep A2 № 837 «onderlinge duels» 20:45 uur (UTC+2) | Remo Freuler 29' Breel Embolo 30' |       | 45' Patrik Schick | Kybunpark, Sankt Gallen Toeschouwers: 13.353 Scheidsrechter: Irfan Peljto (BIH) Video-assistent: Marco Guida (ITA) |

|                                                                          |                                         |       |             |                                                                                          |
| 17 november Vriendschappelijk № 838 «onderlinge duels» 14:00 uur (UTC+4) | Ghana                                   | 2 – 0 | Zwitserland | Sjeik Zayidstadion, Abu Dhabi Toeschouwers: 650 Scheidsrechter: Ahmed Eisa Darwish (VAE) |
| 17 november Vriendschappelijk № 838 «onderlinge duels» 14:00 uur (UTC+4) | Mohammed Salisu 69' Antoine Semenyo 74' |       |             | Sjeik Zayidstadion, Abu Dhabi Toeschouwers: 650 Scheidsrechter: Ahmed Eisa Darwish (VAE) |

| Wereldkampioenschap voetbal 2022 |
| -------------------------------- |

|                                                                        |                  |         |          | |
| 24 november WK 2022 Groep G № 839 «onderlinge duels» 13:00 uur (UTC+3) | Zwitserland      | 1 – 0   | Kameroen | Al Janoubstadion, Al Wakrah Toeschouwers: 39.089 Scheidsrechter: Facundo Tello (ARG) Video-assistent: Mauro Vigliano (ARG) |
| 24 november WK 2022 Groep G № 839 «onderlinge duels» 13:00 uur (UTC+3) | Breel Embolo 48' | Verslag |          | Al Janoubstadion, Al Wakrah Toeschouwers: 39.089 Scheidsrechter: Facundo Tello (ARG) Video-assistent: Mauro Vigliano (ARG) |

|                                                                        |              |         |             | |
| 28 november WK 2022 Groep G № 840 «onderlinge duels» 19:00 uur (UTC+3) | Brazilië     | 1 – 0   | Zwitserland | Stadion 974, Doha Toeschouwers: 43.649 Scheidsrechter: Iván Barton (SLV) Video-assistent: Drew Fischer (CAN) |
| 28 november WK 2022 Groep G № 840 «onderlinge duels» 19:00 uur (UTC+3) | Casemiro 83' | Verslag |             | Stadion 974, Doha Toeschouwers: 43.649 Scheidsrechter: Iván Barton (SLV) Video-assistent: Drew Fischer (CAN) |

|                                                                       |                                            |         |                                                       | |
| 2 december WK 2022 Groep G № 841 «onderlinge duels» 22:00 uur (UTC+3) | Servië                                     | 2 – 3   | Zwitserland                                           | Stadion 974, Doha Toeschouwers: 41.378 Scheidsrechter: Fernando Rapallini (ARG) Video-assistent: Mauro Vigliano (ARG) |
| 2 december WK 2022 Groep G № 841 «onderlinge duels» 22:00 uur (UTC+3) | Aleksandar Mitrović 26' Dušan Vlahović 35' | Verslag | 20' Xherdan Shaqiri 44' Breel Embolo 48' Remo Freuler | Stadion 974, Doha Toeschouwers: 41.378 Scheidsrechter: Fernando Rapallini (ARG) Video-assistent: Mauro Vigliano (ARG) |

|                                                                              | |         |                   | |
| 6 december WK 2022 Achtste finale № 842 «onderlinge duels» 22:00 uur (UTC+3) | Portugal                                                                                               | 6 – 1   | Zwitserland       | Lusailstadion, Lusail Toeschouwers: 83.720 Scheidsrechter: César Arturo Ramos (MEX) Video-assistent: Drew Fischer (CAN) |
| 6 december WK 2022 Achtste finale № 842 «onderlinge duels» 22:00 uur (UTC+3) | Gonçalo Ramos 17' Pepe 33' Gonçalo Ramos 51' Raphaël Guerreiro 55' Gonçalo Ramos 67' Rafael Leão 90+2' | Verslag | 58' Manuel Akanji | Lusailstadion, Lusail Toeschouwers: 83.720 Scheidsrechter: César Arturo Ramos (MEX) Video-assistent: Drew Fischer (CAN) |

|  |  |  |  |  |  |  |  |  |

### 2023
|                                                                             |             |                                                                                           |             | |
| 25 maart EK-kwalificatie Groep I № 843 «onderlinge duels» 18:00 uur (UTC+1) | Wit-Rusland | 0 – 5                                                                                     | Zwitserland | Karadjordjestadion, Novi Sad (Servië) Toeschouwers: 0 Scheidsrechter: Alejandro Hernández (ESP) Video-assistent: César Soto Grado (ESP) |
| 25 maart EK-kwalificatie Groep I № 843 «onderlinge duels» 18:00 uur (UTC+1) |             | 4' Renato Steffen 17' Renato Steffen 29' Renato Steffen 62' Granit Xhaka 65' Zeki Amdouni |             | Karadjordjestadion, Novi Sad (Servië) Toeschouwers: 0 Scheidsrechter: Alejandro Hernández (ESP) Video-assistent: César Soto Grado (ESP) |

|                                                                             |                                                     |       |        | |
| 28 maart EK-kwalificatie Groep I № 844 «onderlinge duels» 20:45 uur (UTC+2) | Zwitserland                                         | 3 – 0 | Israël | Stade de Genève, Lancy Toeschouwers: 14.819 Scheidsrechter: Nikola Dabanović (MNE) Video-assistent: Maurizio Mariani (ITA) |
| 28 maart EK-kwalificatie Groep I № 844 «onderlinge duels» 20:45 uur (UTC+2) | Ruben Vargas 39' Zeki Amdouni 48' Silvan Widmer 52' |       |        | Stade de Genève, Lancy Toeschouwers: 14.819 Scheidsrechter: Nikola Dabanović (MNE) Video-assistent: Maurizio Mariani (ITA) |

|                                                                            |                   |       |                                  | |
| 16 juni EK-kwalificatie Groep I № 845 «onderlinge duels» 20:45 uur (UTC+2) | Andorra           | 1 – 2 | Zwitserland                      | Estadi Nacional, Andorra la Vella Toeschouwers: 2.490 Scheidsrechter: Balázs Berke (HUN) Video-assistent: Ivan Bebek (CRO) |
| 16 juni EK-kwalificatie Groep I № 845 «onderlinge duels» 20:45 uur (UTC+2) | Márcio Vieira 67' |       | 7' Remo Freuler 32' Zeki Amdouni | Estadi Nacional, Andorra la Vella Toeschouwers: 2.490 Scheidsrechter: Balázs Berke (HUN) Video-assistent: Ivan Bebek (CRO) |

|                                                                            |                                   |       |                                             | |
| 19 juni EK-kwalificatie Groep I № 846 «onderlinge duels» 20:45 uur (UTC+2) | Zwitserland                       | 2 – 2 | Roemenië                                    | Swissporarena, Luzern Toeschouwers: 14.400 Scheidsrechter: Daniele Orsato (ITA) Video-assistent: Maurizio Mariani (ITA) |
| 19 juni EK-kwalificatie Groep I № 846 «onderlinge duels» 20:45 uur (UTC+2) | Zeki Amdouni 28' Zeki Amdouni 41' |       | 89' Valentin Mihăilă 90+2' Valentin Mihăilă | Swissporarena, Luzern Toeschouwers: 14.400 Scheidsrechter: Daniele Orsato (ITA) Video-assistent: Maurizio Mariani (ITA) |

|                                                                                |                                     |       |                                           | |
| 9 september EK-kwalificatie Groep I № 847 «onderlinge duels» 20:45 uur (UTC+2) | Kosovo                              | 2 – 2 | Zwitserland                               | Fadil Vokrristadion, Pristina Toeschouwers: 12.700 Scheidsrechter: Jakob Kehlet (DEN) Video-assistent: Jonas Hansen (DEN) |
| 9 september EK-kwalificatie Groep I № 847 «onderlinge duels» 20:45 uur (UTC+2) | Vedat Muriqi 65' Vedat Muriqi 90+4' |       | 14' Remo Freuler 79' (e.d.) Amir Rrahmani | Fadil Vokrristadion, Pristina Toeschouwers: 12.700 Scheidsrechter: Jakob Kehlet (DEN) Video-assistent: Jonas Hansen (DEN) |

|                                                                                 |                                                         |       |         | |
| 12 september EK-kwalificatie Groep I № 848 «onderlinge duels» 20:45 uur (UTC+2) | Zwitserland                                             | 3 – 0 | Andorra | Stade de Tourbillon, Sion Toeschouwers: 9.000 Scheidsrechter: Elçin Məsiyev (AZE) Video-assistent: Mete Kalkavan (TUR) |
| 12 september EK-kwalificatie Groep I № 848 «onderlinge duels» 20:45 uur (UTC+2) | Cedric Itten 49' Granit Xhaka 84' Xherdan Shaqiri 90+3' |       |         | Stade de Tourbillon, Sion Toeschouwers: 9.000 Scheidsrechter: Elçin Məsiyev (AZE) Video-assistent: Mete Kalkavan (TUR) |

|                                                                               |                                                        |       |                                                            | |
| 15 oktober EK-kwalificatie Groep I № 849 «onderlinge duels» 18:00 uur (UTC+2) | Zwitserland                                            | 3 – 3 | Wit-Rusland                                                | Kybunpark, Sankt Gallen Toeschouwers: 17.000 Scheidsrechter: João Pinheiro (POR) Video-assistent: Luís Godinho (POR) |
| 15 oktober EK-kwalificatie Groep I № 849 «onderlinge duels» 18:00 uur (UTC+2) | Xherdan Shaqiri 28' Manuel Akanji 89' Zeki Amdouni 90' |       | 61' Max Ebong 69' Dzjanis Paljakow 84' Dzmitry Antsilewski | Kybunpark, Sankt Gallen Toeschouwers: 17.000 Scheidsrechter: João Pinheiro (POR) Video-assistent: Luís Godinho (POR) |

|                                                                                |                   |       |                  | |
| 15 november EK-kwalificatie Groep I № 850 «onderlinge duels» 20:45 uur (UTC+1) | Israël            | 1 – 1 | Zwitserland      | Pancho Arena, Felcsút (Hongarije) Toeschouwers: 2.024 Scheidsrechter: Anthony Taylor (ENG) Video-assistent: Stuart Attwell (ENG) |
| 15 november EK-kwalificatie Groep I № 850 «onderlinge duels» 20:45 uur (UTC+1) | Shon Weissman 88' |       | 36' Ruben Vargas | Pancho Arena, Felcsút (Hongarije) Toeschouwers: 2.024 Scheidsrechter: Anthony Taylor (ENG) Video-assistent: Stuart Attwell (ENG) |

|                                                                                |                  |       |                    | |
| 18 november EK-kwalificatie Groep I № 851 «onderlinge duels» 20:45 uur (UTC+1) | Zwitserland      | 1 – 1 | Kosovo             | St. Jakob-Park, Bazel Toeschouwers: 33.000 Scheidsrechter: António Nobre (POR) Video-assistent: Tiago Martins (POR) |
| 18 november EK-kwalificatie Groep I № 851 «onderlinge duels» 20:45 uur (UTC+1) | Ruben Vargas 47' |       | 82' Muhamet Hyseni | St. Jakob-Park, Bazel Toeschouwers: 33.000 Scheidsrechter: António Nobre (POR) Video-assistent: Tiago Martins (POR) |

|                                                                                |                  |       |             | |
| 21 november EK-kwalificatie Groep I № 852 «onderlinge duels» 21:45 uur (UTC+2) | Roemenië         | 1 – 0 | Zwitserland | Arena Națională, Boekarest Toeschouwers: 50.244 Scheidsrechter: Davide Massa (ITA) Video-assistent: Massimiliano Irrati (ITA) |
| 21 november EK-kwalificatie Groep I № 852 «onderlinge duels» 21:45 uur (UTC+2) | Denis Alibec 50' |       |             | Arena Națională, Boekarest Toeschouwers: 50.244 Scheidsrechter: Davide Massa (ITA) Video-assistent: Massimiliano Irrati (ITA) |

### 2024
|                                                                       |            |       |             | |
| 23 maart Vriendschappelijk № 853 «onderlinge duels» 20:00 uur (UTC+1) | Denemarken | 0 – 0 | Zwitserland | Parken, Kopenhagen Toeschouwers: 30.731 Scheidsrechter: Allard Lindhout (NED) Video-assistent: Jeroen Manschot (NED) |
| 23 maart Vriendschappelijk № 853 «onderlinge duels» 20:00 uur (UTC+1) |            |       |             | Parken, Kopenhagen Toeschouwers: 30.731 Scheidsrechter: Allard Lindhout (NED) Video-assistent: Jeroen Manschot (NED) |

|                                                                     |         |                     |             |                                                                                  |
| 26 maart Vriendschappelijk № 854 «onderlinge duels» 19:45 uur (UTC) | Ierland | 0 – 1               | Zwitserland | Avivastadion, Dublin Toeschouwers: 35.742 Scheidsrechter: Paweł Raczkowski (POL) |
| 26 maart Vriendschappelijk № 854 «onderlinge duels» 19:45 uur (UTC) |         | 23' Xherdan Shaqiri |             | Avivastadion, Dublin Toeschouwers: 35.742 Scheidsrechter: Paweł Raczkowski (POL) |

|                                                                     |                                                                              |       |         | |
| 4 juni Vriendschappelijk № 855 «onderlinge duels» 20:15 uur (UTC+2) | Zwitserland                                                                  | 4 – 0 | Estland | Swissporarena, Luzern Toeschouwers: 14.473 Scheidsrechter: Kyriakos Athanasiou (CYP) Video-assistent: Marios Christoforou (CYP) |
| 4 juni Vriendschappelijk № 855 «onderlinge duels» 20:15 uur (UTC+2) | Steven Zuber 20' Zeki Amdouni 47' Nico Elvedi 63' Xherdan Shaqiri 70' (pen.) |       |         | Swissporarena, Luzern Toeschouwers: 14.473 Scheidsrechter: Kyriakos Athanasiou (CYP) Video-assistent: Marios Christoforou (CYP) |

|                                                                     |                   |       |                          | |
| 8 juni Vriendschappelijk № 856 «onderlinge duels» 18:00 uur (UTC+2) | Zwitserland       | 1 – 1 | Oostenrijk               | Kybunpark, Sankt Gallen Toeschouwers: 18.731 Scheidsrechter: Maria Sole Ferrieri Caputi (ITA) Video-assistent: Valerio Marini (ITA) |
| 8 juni Vriendschappelijk № 856 «onderlinge duels» 18:00 uur (UTC+2) | Silvan Widmer 26' |       | 5' Christoph Baumgartner | Kybunpark, Sankt Gallen Toeschouwers: 18.731 Scheidsrechter: Maria Sole Ferrieri Caputi (ITA) Video-assistent: Valerio Marini (ITA) |

| EK 2024 |
| ------- |

|                                                                         |                    |       |                                                         | |
| 15 juni EK-eindronde Groep A № 857 «onderlinge duels» 15:00 uur (UTC+2) | Hongarije          | 1 – 3 | Zwitserland                                             | RheinEnergieStadion, Keulen Toeschouwers: 41.676 Scheidsrechter: Slavko Vinčić (SVN) Video-assistent: Nejc Kajtazović (SVN) |
| 15 juni EK-eindronde Groep A № 857 «onderlinge duels» 15:00 uur (UTC+2) | Barnabás Varga 66' |       | 12' Kwadwo Duah 45' Michel Aebischer 90+3' Breel Embolo | RheinEnergieStadion, Keulen Toeschouwers: 41.676 Scheidsrechter: Slavko Vinčić (SVN) Video-assistent: Nejc Kajtazović (SVN) |

|                                                                         |                     |       |                     | |
| 19 juni EK-eindronde Groep A № 858 «onderlinge duels» 21:00 uur (UTC+2) | Schotland           | 1 – 1 | Zwitserland         | RheinEnergieStadion, Keulen Toeschouwers: 42.711 Scheidsrechter: Ivan Kružliak (SVK) Video-assistent: Tomasz Kwiatkowski (POL) |
| 19 juni EK-eindronde Groep A № 858 «onderlinge duels» 21:00 uur (UTC+2) | Scott McTominay 13' |       | 26' Xherdan Shaqiri | RheinEnergieStadion, Keulen Toeschouwers: 42.711 Scheidsrechter: Ivan Kružliak (SVK) Video-assistent: Tomasz Kwiatkowski (POL) |

|                                                                         |               |       |                       | |
| 23 juni EK-eindronde Groep A № 859 «onderlinge duels» 21:00 uur (UTC+2) | Zwitserland   | 1 – 1 | Duitsland             | Deutsche Bank Park, Frankfurt am Main Toeschouwers: 46.685 Scheidsrechter: Daniele Orsato (ITA) Video-assistent: Massimiliano Irrati (ITA) |
| 23 juni EK-eindronde Groep A № 859 «onderlinge duels» 21:00 uur (UTC+2) | Dan Ndoye 28' |       | 90+2' Niclas Füllkrug | Deutsche Bank Park, Frankfurt am Main Toeschouwers: 46.685 Scheidsrechter: Daniele Orsato (ITA) Video-assistent: Massimiliano Irrati (ITA) |

|                                                                                |                                   |       |        | |
| 29 juni EK-eindronde Achtste finale № 860 «onderlinge duels» 18:00 uur (UTC+2) | Zwitserland                       | 2 – 0 | Italië | Olympiastadion, Berlijn Toeschouwers: 68.172 Scheidsrechter: Szymon Marciniak (POL) Video-assistent: Tomasz Kwiatkowski (POL) |
| 29 juni EK-eindronde Achtste finale № 860 «onderlinge duels» 18:00 uur (UTC+2) | Remo Freuler 37' Ruben Vargas 46' |       |        | Olympiastadion, Berlijn Toeschouwers: 68.172 Scheidsrechter: Szymon Marciniak (POL) Video-assistent: Tomasz Kwiatkowski (POL) |

|                                                                            |                                                                           |              |                                                         | |
| 6 juli EK-eindronde Kwartfinale № 861 «onderlinge duels» 18:00 uur (UTC+2) | Engeland                                                                  | 1 – 1 (n.v.) | Zwitserland                                             | Merkur Spiel-Arena, Düsseldorf Toeschouwers: 46.907 Scheidsrechter: Daniele Orsato (ITA) Video-assistent: Massimiliano Irrati (ITA) |
| 6 juli EK-eindronde Kwartfinale № 861 «onderlinge duels» 18:00 uur (UTC+2) | Bukayo Saka 80'                                                           |              | 75' Breel Embolo                                        | Merkur Spiel-Arena, Düsseldorf Toeschouwers: 46.907 Scheidsrechter: Daniele Orsato (ITA) Video-assistent: Massimiliano Irrati (ITA) |
| 6 juli EK-eindronde Kwartfinale № 861 «onderlinge duels» 18:00 uur (UTC+2) | Strafschoppen                                                             |              |                                                         | Merkur Spiel-Arena, Düsseldorf Toeschouwers: 46.907 Scheidsrechter: Daniele Orsato (ITA) Video-assistent: Massimiliano Irrati (ITA) |
| 6 juli EK-eindronde Kwartfinale № 861 «onderlinge duels» 18:00 uur (UTC+2) | Cole Palmer Jude Bellingham Bukayo Saka Ivan Toney Trent Alexander-Arnold | 5 – 3        | Manuel Akanji Fabian Schär Xherdan Shaqiri Zeki Amdouni | Merkur Spiel-Arena, Düsseldorf Toeschouwers: 46.907 Scheidsrechter: Daniele Orsato (ITA) Video-assistent: Massimiliano Irrati (ITA) |

|  |  |  |  |  |  |  |  |  |

|                                                                                     |                                               |       |             | |
| 5 september UEFA Nations League Groep A4 № 862 «onderlinge duels» 20:45 uur (UTC+2) | Denemarken                                    | 2 – 0 | Zwitserland | Parken, Kopenhagen Toeschouwers: 26.024 Scheidsrechter: Daniel Siebert (GER) Video-assistent: Christian Dingert (GER) |
| 5 september UEFA Nations League Groep A4 № 862 «onderlinge duels» 20:45 uur (UTC+2) | Patrick Dorgu 82' Pierre-Emile Højbjerg 90+2' |       |             | Parken, Kopenhagen Toeschouwers: 26.024 Scheidsrechter: Daniel Siebert (GER) Video-assistent: Christian Dingert (GER) |

|                                                                                     |                  |       |                                                             | |
| 8 september UEFA Nations League Groep A4 № 863 «onderlinge duels» 20:45 uur (UTC+2) | Zwitserland      | 1 – 4 | Spanje                                                      | Stade de Genève, Lancy Toeschouwers: 26.265 Scheidsrechter: Irfan Peljto (BIH) Video-assistent: Bastian Dankert (GER) |
| 8 september UEFA Nations League Groep A4 № 863 «onderlinge duels» 20:45 uur (UTC+2) | Zeki Amdouni 41' |       | 4' Joselu 13' Fabián Ruiz 77' Fabián Ruiz 80' Ferran Torres | Stade de Genève, Lancy Toeschouwers: 26.265 Scheidsrechter: Irfan Peljto (BIH) Video-assistent: Bastian Dankert (GER) |

|                                                                                    |                                                  |       |             | |
| 12 oktober UEFA Nations League Groep A4 № 864 «onderlinge duels» 20:45 uur (UTC+2) | Servië                                           | 2 – 0 | Zwitserland | Dubočicastadion, Leskovac Toeschouwers: 6.383 Scheidsrechter: Simone Sozza (ITA) Video-assistent: Luca Pairetto (ITA) |
| 12 oktober UEFA Nations League Groep A4 № 864 «onderlinge duels» 20:45 uur (UTC+2) | Nico Elvedi 45+1' (e.d.) Aleksandar Mitrović 61' |       |             | Dubočicastadion, Leskovac Toeschouwers: 6.383 Scheidsrechter: Simone Sozza (ITA) Video-assistent: Luca Pairetto (ITA) |

|                                                                                    |                                            |       |                                          | |
| 15 oktober UEFA Nations League Groep A4 № 865 «onderlinge duels» 20:45 uur (UTC+2) | Zwitserland                                | 2 – 2 | Denemarken                               | Kybunpark, Sankt Gallen Toeschouwers: 16.182 Scheidsrechter: Halil Umut Meler (TUR) Video-assistent: Gianluca Aureliano (ITA) |
| 15 oktober UEFA Nations League Groep A4 № 865 «onderlinge duels» 20:45 uur (UTC+2) | Remo Freuler 26' Zeki Amdouni 45+1' (pen.) |       | 27' Gustav Isaksen 69' Christian Eriksen | Kybunpark, Sankt Gallen Toeschouwers: 16.182 Scheidsrechter: Halil Umut Meler (TUR) Video-assistent: Gianluca Aureliano (ITA) |

|                                                                                     |                  |       |                   | |
| 15 november UEFA Nations League Groep A4 № 866 «onderlinge duels» 20:45 uur (UTC+1) | Zwitserland      | 1 – 1 | Servië            | Letzigrund, Zürich Toeschouwers: 21.115 Scheidsrechter: Clément Turpin (FRA) Video-assistent: Willy Delajod (FRA) |
| 15 november UEFA Nations League Groep A4 № 866 «onderlinge duels» 20:45 uur (UTC+1) | Zeki Amdouni 78' |       | 88' Aleksa Terzić | Letzigrund, Zürich Toeschouwers: 21.115 Scheidsrechter: Clément Turpin (FRA) Video-assistent: Willy Delajod (FRA) |

|                                                                                   |                                                           |       |                                          | |
| 18 november UEFA Nations League Groep A4 № 867 «onderlinge duels» 19:45 uur (UTC) | Spanje                                                    | 3 – 2 | Zwitserland                              | Estadio Heliodoro Rodríguez López, Santa Cruz de Tenerife Toeschouwers: 21.204 Scheidsrechter: Bastian Dankert (GER) Video-assistent: Benjamin Brand (GER) |
| 18 november UEFA Nations League Groep A4 № 867 «onderlinge duels» 19:45 uur (UTC) | Yeremi Pino 32' Bryan Gil 68' Bryan Zaragoza 90+3' (pen.) |       | 63' Joël Monteiro 85' (pen.) Andi Zeqiri | Estadio Heliodoro Rodríguez López, Santa Cruz de Tenerife Toeschouwers: 21.204 Scheidsrechter: Bastian Dankert (GER) Video-assistent: Benjamin Brand (GER) |

### 2025
|                                                                     |                 |       |                    |                                                                                    |
| 21 maart Vriendschappelijk № 868 «onderlinge duels» 19:45 uur (UTC) | Noord-Ierland   | 1 – 1 | Zwitserland        | Windsor Park, Belfast Toeschouwers: 17.862 Scheidsrechter: Mohammed Al-Hakim (SWE) |
| 21 maart Vriendschappelijk № 868 «onderlinge duels» 19:45 uur (UTC) | Isaac Price 16' |       | 29' Vincent Sierro | Windsor Park, Belfast Toeschouwers: 17.862 Scheidsrechter: Mohammed Al-Hakim (SWE) |

|                                                                       |                                                         |       |                         | |
| 25 maart Vriendschappelijk № 869 «onderlinge duels» 20:45 uur (UTC+1) | Zwitserland                                             | 3 – 1 | Luxemburg               | Kybunpark, Sankt Gallen Toeschouwers: 8.363 Scheidsrechter: Enea Jorgji (ALB) Video-assistent: Kreshnik Barjamaj (ALB) |
| 25 maart Vriendschappelijk № 869 «onderlinge duels» 20:45 uur (UTC+1) | Ruben Vargas 9' Breel Embolo 12' (pen.) Miro Muheim 29' |       | 89' (pen.) Danel Sinani | Kybunpark, Sankt Gallen Toeschouwers: 8.363 Scheidsrechter: Enea Jorgji (ALB) Video-assistent: Kreshnik Barjamaj (ALB) |

|                                                                     |        |   |             |                                                                                 |
| 7 juni Vriendschappelijk № 870 «onderlinge duels» 14:00 uur (UTC−6) | Mexico | – | Zwitserland | Rice–Eccles Stadium, Salt Lake City Toeschouwers: n.n.b. Scheidsrechter: n.n.b. |
| 7 juni Vriendschappelijk № 870 «onderlinge duels» 14:00 uur (UTC−6) |        |   |             | Rice–Eccles Stadium, Salt Lake City Toeschouwers: n.n.b. Scheidsrechter: n.n.b. |

|                                                                      |                  |   |             |                                                                    |
| 10 juni Vriendschappelijk № 871 «onderlinge duels» 19:00 uur (UTC−5) | Verenigde Staten | – | Zwitserland | Geodis Park, Nashville Toeschouwers: n.n.b. Scheidsrechter: n.n.b. |
| 10 juni Vriendschappelijk № 871 «onderlinge duels» 19:00 uur (UTC−5) |                  |   |             | Geodis Park, Nashville Toeschouwers: n.n.b. Scheidsrechter: n.n.b. |

|                                                                                |             |   |        |                                                    |
| 5 september WK-kwalificatie Groep B № 872 «onderlinge duels» 20:45 uur (UTC+2) | Zwitserland | – | Kosovo | n.n.b. Toeschouwers: n.n.b. Scheidsrechter: n.n.b. |
| 5 september WK-kwalificatie Groep B № 872 «onderlinge duels» 20:45 uur (UTC+2) |             |   |        | n.n.b. Toeschouwers: n.n.b. Scheidsrechter: n.n.b. |

|                                                                                |             |   |          |                                                    |
| 8 september WK-kwalificatie Groep B № 873 «onderlinge duels» 20:45 uur (UTC+2) | Zwitserland | – | Slovenië | n.n.b. Toeschouwers: n.n.b. Scheidsrechter: n.n.b. |
| 8 september WK-kwalificatie Groep B № 873 «onderlinge duels» 20:45 uur (UTC+2) |             |   |          | n.n.b. Toeschouwers: n.n.b. Scheidsrechter: n.n.b. |

|                                                                               |        |   |             |                                                    |
| 10 oktober WK-kwalificatie Groep B № 874 «onderlinge duels» 20:45 uur (UTC+2) | Zweden | – | Zwitserland | n.n.b. Toeschouwers: n.n.b. Scheidsrechter: n.n.b. |
| 10 oktober WK-kwalificatie Groep B № 874 «onderlinge duels» 20:45 uur (UTC+2) |        |   |             | n.n.b. Toeschouwers: n.n.b. Scheidsrechter: n.n.b. |

|                                                                               |          |   |             |                                                    |
| 13 oktober WK-kwalificatie Groep B № 875 «onderlinge duels» 20:45 uur (UTC+2) | Slovenië | – | Zwitserland | n.n.b. Toeschouwers: n.n.b. Scheidsrechter: n.n.b. |
| 13 oktober WK-kwalificatie Groep B № 875 «onderlinge duels» 20:45 uur (UTC+2) |          |   |             | n.n.b. Toeschouwers: n.n.b. Scheidsrechter: n.n.b. |

|                                                                                |             |   |        |                                                    |
| 15 november WK-kwalificatie Groep B № 876 «onderlinge duels» 20:45 uur (UTC+1) | Zwitserland | – | Zweden | n.n.b. Toeschouwers: n.n.b. Scheidsrechter: n.n.b. |
| 15 november WK-kwalificatie Groep B № 876 «onderlinge duels» 20:45 uur (UTC+1) |             |   |        | n.n.b. Toeschouwers: n.n.b. Scheidsrechter: n.n.b. |

|                                                                                |        |   |             |                                                                           |
| 18 november WK-kwalificatie Groep B № 877 «onderlinge duels» 20:45 uur (UTC+1) | Kosovo | – | Zwitserland | Fadil Vokrristadion, Pristina Toeschouwers: n.n.b. Scheidsrechter: n.n.b. |
| 18 november WK-kwalificatie Groep B № 877 «onderlinge duels» 20:45 uur (UTC+1) |        |   |             | Fadil Vokrristadion, Pristina Toeschouwers: n.n.b. Scheidsrechter: n.n.b. |

SFV · A-internationals · Selecties · Bondscoaches · Zwitsers vrouwenelftal · Olympisch elftal · Zwitserland U21 · Zwitserland U19 · Zwitserland U18 · Zwitserland U17 · Zwitserland U16 · Vrouwen U17
1905 – 1919 · 
1920 – 1929 · 
1930 – 1939 · 
1940 – 1949 · 
1950 – 1959 · 
1960 – 1969 · 
1970 – 1979 · 
1980 – 1989 · 
1990 – 1999 · 
2000 – 2009 · 
2010 – 2019 · 
2020 – 2029
EK's: 1996 · 
2004 · 
2008 · 
2016 · 
2020 · 
2024
WK's: 1934 · 
1938 · 
1950 · 
1954 · 
1962 · 
1966 · 
1994 · 
2006 · 
2010 · 
2014 · 
2018 · 
2022
OS: 1924 · 
1928 · 
2012
1905 · 
1906 · 1907 · 
1908 · 
1909 · 
1910 · 
1911 · 
1912 · 
1913 · 
1914 · 
1915 · 
1916 · 
1917 · 
1918 · 
1919 · 
1920 · 
1921 · 
1922 · 
1923 · 
1924 · 
1925 · 
1926 · 
1927 · 
1928 · 
1929 · 
1930 · 
1931 · 
1932 · 
1933 · 
1934 · 
1935 · 
1936 · 
1937 · 
1938 · 
1939 · 
1940 · 
1941 · 
1942 · 
1943 · 
1944 · 
1945 · 
1946 · 
1947 · 
1948 · 
1949 · 
1950 · 
1952 ·
1952 · 
1953 · 
1954 · 
1955 · 
1956 · 
1957 · 
1958 · 
1959 · 
1960 · 
1961 · 
1962 · 
1963 · 
1964 · 
1965 · 
1966 · 
1967 · 
1968 · 
1969 · 
1970 · 
1971 · 
1972 · 
1973 · 
1974 · 
1975 · 
1976 · 
1977 ·
1978 · 
1979 · 
1980 · 
1981 · 
1982 · 
1983 · 
1984 · 
1985 · 
1986 · 
1987 · 
1988 · 
1989 · 
1990 ·
1991 · 
1992 · 
1993 · 
1994 ·
1995 · 
1996 · 
1997 · 
1998 · 
1999 · 
2000 · 
2001 · 
2002 · 
2003 · 
2004 · 
2005 · 
2006 · 
2007 · 
2008 · 
2009 · 
2010 · 
2011 · 
2012 · 
2013 ·
2014 ·
2015 ·
2016 ·
2017 ·
2018 ·
2019 ·
2020 ·
2021 ·
2022
Albanië ·
Algerije · 
Andorra · 
Argentinië ·
Australië ·
Azerbeidzjan ·
België ·
Bolivia ·
Bosnië en Herzegovina ·
Brazilië ·
Bulgarije ·
Canada ·
Chili ·
China ·
Colombia ·
Costa Rica ·
Cyprus ·
Denemarken ·
DDR ·
Duitsland ·
Ecuador ·
Egypte ·
Engeland · 
Estland ·
Faeröer ·
Finland ·
Frankrijk ·
Georgië ·
Ghana ·
Gibraltar ·
Griekenland ·
Honduras ·
Hongarije ·
Hongkong ·
Ierland ·
IJsland ·
Israël ·
Italië ·
Ivoorkust ·
Jamaica ·
Japan ·
Joegoslavië ·
Kameroen ·
Kenia ·
Kosovo ·
Kroatië ·
Letland ·
Liechtenstein ·
Litouwen ·
Luxemburg ·
Malta ·
Marokko ·
Mexico ·
Moldavië ·
Montenegro ·
Nederland ·
Nigeria ·
Noord-Ierland ·
Noorwegen ·
Oekraïne ·
Oman ·
Oostenrijk ·
Panama ·
Peru ·
Polen ·
Portugal ·
Qatar ·
Roemenië ·
Rusland ·
Saarland ·
San Marino ·
Schotland ·
Servië ·
Slovenië ·
Slowakije ·
Sovjet-Unie · 
Spanje ·
Togo ·
Tsjechië ·
Tsjecho-Slowakije ·
Tunesië ·
Turkije ·
Uruguay ·
Venezuela ·
VA Emiraten ·
Verenigde Staten ·
Wales ·
Wit-Rusland ·
Zimbabwe ·
Zuid-Korea ·
Zweden
Albanië (2016) ·
Argentinië (2014) ·
Brazilië (2018) ·
Chili (2010) ·
Costa Rica (2018) ·
Ecuador (2014) ·
Frankrijk (2006) ·
Frankrijk (2014) ·
Frankrijk (2016) ·
Frankrijk (2021) ·
Honduras (2010) · 
Honduras (2014) · 
Italië (2021) · 
Oekraïne (2006) ·
Portugal (2008)  · 
Portugal (2022) · 
Roemenië (2016) · 
Servië (2018) ·
Spanje (2010) ·
Spanje (2021) ·
Togo (2006) ·
Tsjechië (2008) ·
Turkije (2008) ·
Turkije (2021) ·
Wales (2021) ·
Zuid-Korea (2006) ·
Zweden (2018)
CONMEBOL: Argentinië · Bolivia · Brazilië · Chili · Colombia · Ecuador · Paraguay · Peru · Uruguay · Venezuela

UEFA: Albanië · Andorra · Armenië · Azerbeidzjan · België · Bosnië en Herzegovina · Bulgarije · Cyprus · Denemarken · Duitsland · Engeland · Estland · Faeröer · Finland · Frankrijk · Georgië · Gibraltar · Griekenland · Hongarije · IJsland · Ierland · Israël · Italië · Kazachstan · Kosovo · Kroatië · Letland · Liechtenstein · Litouwen · Luxemburg · Malta · Moldavië · Montenegro · Nederland · Noord-Ierland · Noord-Macedonië · Noorwegen · Oekraïne · Oostenrijk · Polen · Portugal · Roemenië · Rusland · San Marino · Schotland · Servië · Slovenië · Slowakije · Spanje · Tsjechië · Turkije · Wales · Wit-Rusland · Zweden · Zwitserland

AFC: Australië · China · Irak · Iran · Japan · Libanon · Oezbekistan · Oman · Qatar · Saoedi-Arabië · Syrië · Verenigde Arabische Emiraten · Vietnam · Zuid-Korea

CAF: Algerije · Burkina Faso · Congo-Kinshasa · Egypte · Ghana · Ivoorkust · Kaapverdië · Kameroen · Mali · Marokko · Nigeria · Senegal · Tunesië · Zuid-Afrika

CONCACAF: Canada · Costa Rica · Curaçao · El Salvador · Honduras · Jamaica · Mexico · Panama · Suriname · Verenigde Staten

OFC: Nieuw-Zeeland